# Dasypyrum
Dasypyrum (Coss. & Durieu) T.Durand, 1888 è un genere di piante angiosperme monocotiledoni appartenente alla famiglia delle Poacee (o Gramineae, nom. cons.).

## Etimologia
In nome del genere deriva da due parole greche: "dasys" (= peloso) e "pyros" (= grano); è una pianta villosa. Il binomio scientifico di questo genere è stato definito inizialmente dai botanici Ernest Saint-Charles Cosson (1819-1889) e Michel Charles Durieu de Maisonneuve (1796-1878) e perfezionato in seguito dal botanico Théophile Alexis Durand (1855-1912) nella pubblicazione "Index Generum Phanerogamorum" (Index Gen. Phan. 504 - 1888) del 1888.

## Descrizione

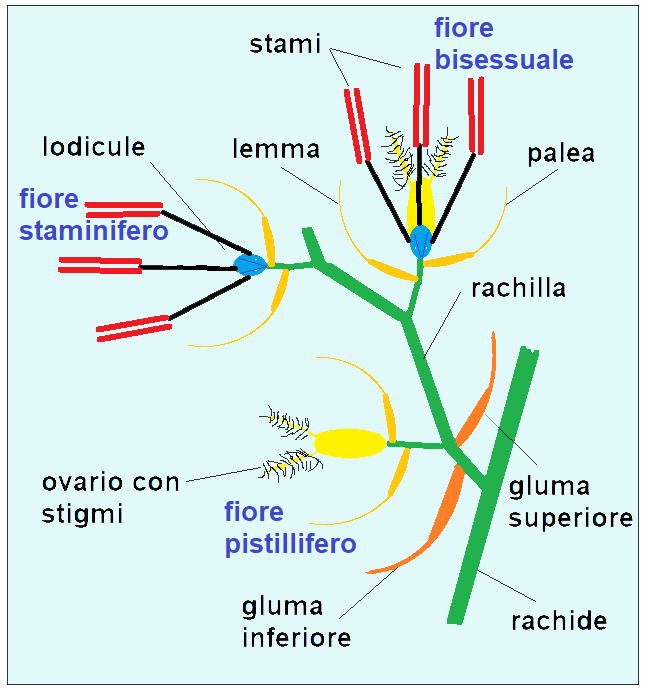
Spighetta generica con tre fiori diversi

Queste piante arrivano ad una altezza di 100 cm. La forma biologica è cespitosa o rizomatosa con cicli biologici annuali o perenni.

### Radici
Le radici sono del tipo fascicolato.

### Fusto
La parte aerea del fusto è ginocchiato alla base e quindi eretta. Le foglie avvolgono il culmo fino alla base della spiga.

### Foglie
Le foglie lungo il culmo sono disposte in modo alterno, sono distiche e si originano dai vari nodi. Sono composte da una guaina, una ligula e una lamina. Le venature sono parallelinervie. Non sono presenti i pseudopiccioli e, nell'epidermide delle foglia, le papille. 
- Guaina: la guaina è abbracciante il fusto; sono presenti dei padiglioni auricolari falcati.
- Ligula: la ligula è troncata e sfrangiata.
- Lamina: la lamina ha delle forme generalmente lineari e più o meno piatte. La consistenza è mollemente vellutata.

### Infiorescenza
Infiorescenza principale (sinfiorescenza o semplicemente spiga): le infiorescenze di tipo racemoso terminale hanno la forma di una pannocchia ovata. Le spighette sono una per nodo. La fillotassi dell'inflorescenza inizialmente è a due livelli (o a due ranghi), anche se le successive ramificazioni la fa apparire a spirale. 

### Spighetta
Infiorescenza secondaria (o spighetta): le spighette, compresse lateralmente, sottese da due brattee distiche e strettamente sovrapposte chiamate glume (inferiore e superiore), sono formate da 2 fiori fertili disposti in modo opposto. Possono essere presenti dei fiori sterili; in questo caso sono in posizione distale rispetto a quelli fertili. Alla base di ogni fiore sono presenti due brattee: la palea e il lemma. La disarticolazione avviene con la rottura della rachilla sul nodo della spighetta. 
- Glume: le glume sono uguali, con forme oblanceolate-bilobe. La carena presenta dei ciuffi cigliati patenti. L'apice è provvisto di una resta.
- Palea: la palea è un profillo con alcune venature e margini cigliati.
- Lemma: il lemma, cigliato, ha una forma lanceolata con resta.

### Fiore
I fiori fertili sono attinomorfi formati da 3 verticilli: perianzio ridotto, androceo  e gineceo.
- Formula fiorale:[7]

*, P 2, A (1-) 3(-6), G (2–3) supero, cariosside.
- Il perianzio è ridotto e formato da due lodicule, delle squame traslucide, poco visibili (forse relitto di un verticillo di 3 sepali). Le lodicule sono membranose e non vascolarizzate; spesso sono cigliate ai margini.
- L'androceo è composto da 3 stami ognuno con un breve filamento libero, una antera sagittata e due teche. Le antere sono basifisse con deiscenza laterale. Il polline è monoporato.
- Il gineceo è composto da 3-(2) carpelli connati formanti un ovario supero. L'ovario, pubescente all'apice, ha un solo loculo con un solo ovulo subapicale (o quasi basale). L'ovulo è anfitropo e semianatropo e tenuinucellato o crassinucellato. Lo stilo, che si origina dal lato abassiale dell'ovario, è breve con due stigmi papillosi e distinti.

### Frutti
I frutti sono del tipo cariosside, ossia sono dei piccoli chicchi indeiscenti, con forme da ovate a oblunghe, nei quali il pericarpo è formato da una sottile parete che circonda il singolo seme. In particolare il pericarpo è fuso al seme ed è aderente. L'endocarpo non è indurito e l'ilo è lungo e lineare. L'embrione è lungo 1/3 della lunghezza del frutto ed è provvisto di epiblasto; ha inoltre un solo cotiledone altamente modificato (scutello senza fessura) in posizione laterale. I margini embrionali della foglia non si sovrappongono.

## Biologia
Come gran parte delle Poaceae, le specie di questo genere si riproducono per impollinazione anemogama. Gli stigmi più o meno piumosi sono una caratteristica importante per catturare meglio il polline aereo.
La dispersione dei semi avviene inizialmente a opera del vento (dispersione anemocora) e una volta giunti a terra grazie all'azione di insetti come le formiche (mirmecoria). In particolare i frutti di queste erbe possono sopravvivere al passaggio attraverso le budella dei mammiferi e possono essere trovati a germogliare nello sterco.

## Distribuzione e habitat
La distribuzione delle specie del genere Dasypyrum è relativa al Mediterraneo e all'Africa e Asia temperata.

### Specie della zona alpina
Una sola specie di Dasypyrum vive sull'arco alpino (ed è presente in Italia). I dati seguenti mettono in evidenza alcuni caratteri relativi all'habitat, al substrato e alla distribuzione della specie alpina Dasypyrum villosum.
- Specie: Dasypyrum villosum
- Fitosociologia: comunità vegetale delle terofitiche pioniere nitrofile.
- Piani vegetazionali alpini: planiziale e collinare.
- Substrato: calcareo e rocce di carattere intermedio (calcari silicei e simili).
- Livello di acidità(pH): basico.
- Livello trofico: medio
- H2O: arido
- Habitat: campi, colture e incolti, ambienti ruderali, scarpate, praterie rase, prati  e pascoli dal piano collinare al subalpino e macchie basse.
- Zona alpina: Trento, Brescia e Verona.

## Tassonomia
La famiglia delle Poacee comprende circa 800 generi e oltre 9.000 specie. È una delle famiglie più numerose e più importanti del gruppo delle monocotiledoni. La famiglia è suddivisa in 12 sottofamiglie, il genere Dasypyrum  fa parte della sottofamiglia Pooideae, tribù Hordeeae.

### Specie
Il genere Dasypyrum comprende le seguenti specie (è indicata la distribuzione europeo-mediterranea).
- Dasypyrum hordeaceum (Hack.) P.Candargy, 1901 - Distribuzione: Grecia e Magreb
- Dasypyrum villosum (L.) Borbás, 1896 - Distribuzione: Europa mediterranea (Italia), Transcaucasia, Anatolia e Magreb.

### Filogenesi
Il genere di questa voce fa parte della tribù Hordeeae (supertribù Triticodae T.D. Macfarl. & L. Watson, 1982). La supertribù Triticodae comprende tre tribù: Littledaleeae, Bromeae e Hordeeae. All'interno della supertribù, la tribù Hordeeae forma un "gruppo fratello" con la tribù Bromeae.
Il genere Dasypyrum comprende piante con il genoma designato "V".
Il numero cromosomico per questo genere è: 2n = 14.